# Узбяково
Узбяково (баш. Үҙбәк) — деревня в Гафурийском районе Башкортостана, входит в состав Зилим-Карановского сельсовета.

## Географическое положение
Расстояние до:
- районного центра (Красноусольский): 40 км,
- центра сельсовета (Зилим-Караново): 10 км,
- ближайшей ж/д станции (Белое Озеро): 66 км.

## Население
| 2002 | 2009 | 2010 |
| ---- | ---- | ---- |
| 378  | ↗433 | ↘374 |

Согласно переписи 2002 года, преобладающая национальность — башкиры (97 %).

## Религия
В деревне есть мечеть.

## Известные уроженцы
- Саньярова, Минегуль Агельмухаметовна (1929—2010) — Герой Социалистического Труда.